# Pour un infidèle
Singles par Cœur de pirate
Comme des enfants
(2009) Ensemble
(2010)
Singles par Julien Doré
Les Bords de mer
(2009) Kiss Me Forever
(2011)
Pour un infidèle est une chanson de la chanteuse québécoise Cœur de pirate et le chanteur français Julien Doré. Dans la version québécoise de l'album, la chanteuse fait ce duo avec le Québécois Jimmy Hunt. Elle est issue du premier album de la chanteuse : Cœur de pirate. Après être sortie comme single promotionnel en 2009, elle sort le 8 mars 2010 en tant que 3e single de l'album.

## Clip vidéo
Le vidéoclip, réalisé par Martin Fournier, est sorti le 30 octobre 2009.

## Liste des titres
| 1. | Pour un infidèle | Béatrice Martin | 3:12 |
| 2. | Fondu au noir    | Béatrice Martin | 2:50 |

## Classements
| Classement (2009-2010)                  | Meilleure position |
| --------------------------------------- | ------------------ |
| Belgique (Wallonie Ultratop 50 Singles) | 8                  |
| Belgique (Wallonie Ultratop 50 Airplay) | 10                 |
| France (SNEP)                           | 1                  |
| Russie[réf. nécessaire]                 | 23                 |
| Suisse (Schweizer Hitparade)            | 43                 |

| Classement (2010) | Position |
| ----------------- | -------- |
| France (SNEP)     | 10       |